# Резолюция 159 на Съвета за сигурност на ООН
Резолюция 158 на Съвета за сигурност на ООН е приета на 28 септември 1960 г. по повод кандидатурата на Мали за членство в ООН. С Резолюция 159 Съветът за сигурност препоръчва на Общото събрание на ООН Мали да бъде приет за член на Организацията на обединените нации.
С Резолюция 139 от 28 юни 1960 г. Съветът за сигурност вече е приел Мали и Сенегал, които по това все още са част от Федерация Мали. На 20 август 1960 г. обаче Федерация Мали се разпада и двете ѝ части се отделят в самостоятелни държави.